# Mundo Gráfico
Mundo Gráfico fue una revista ilustrada de tirada semanal, publicada en la ciudad española de Madrid entre 1911 y 1938.

## Historia

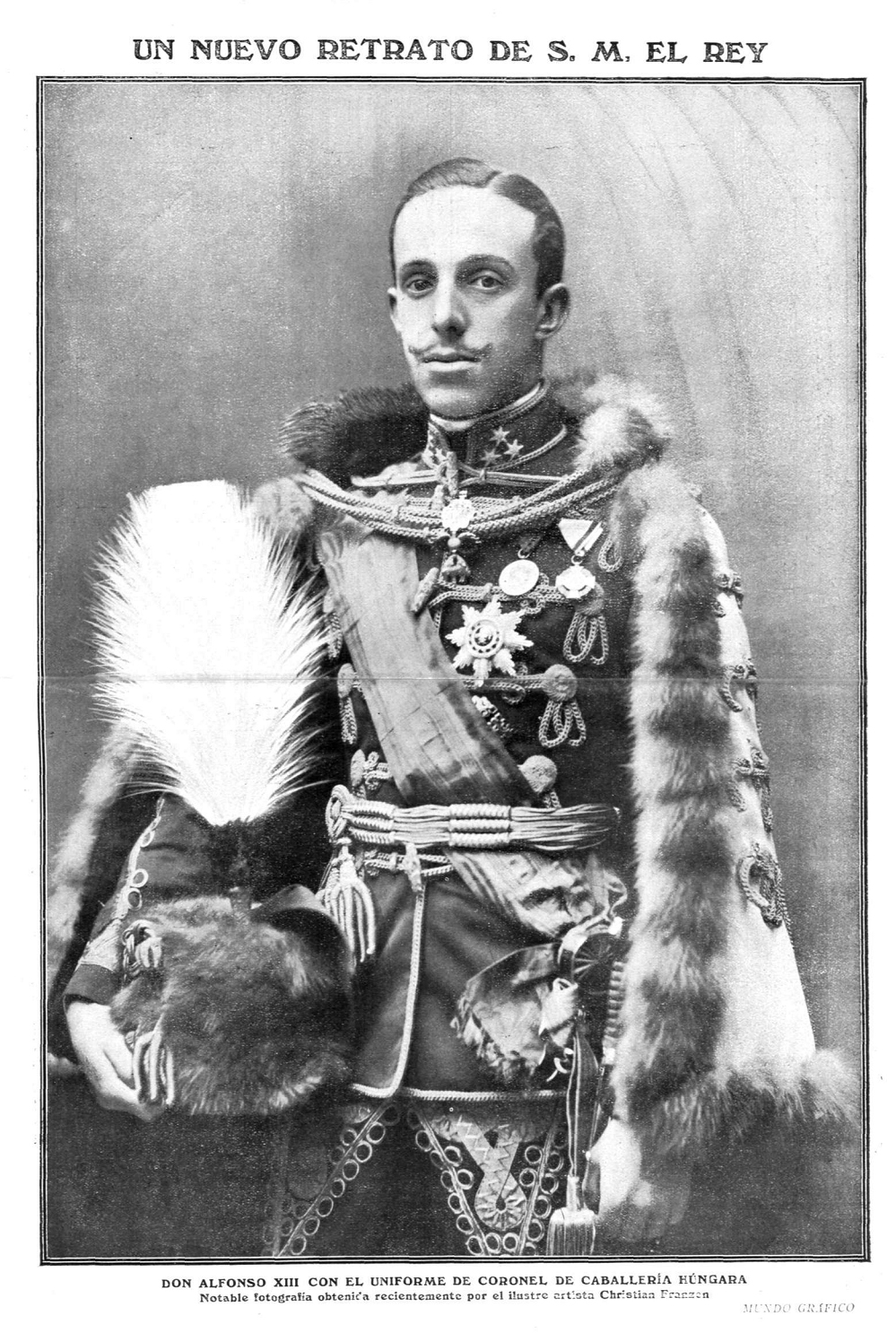
Retrato de Alfonso XIII realizado por Franzen, 1911.

Editada por Prensa Gráfica, su primer número apareció el 2 de noviembre de 1911. Mundo Gráfico fue fruto de una escisión de colaboradores de Nuevo Mundo tras la muerte del fundador de esta revista, José del Perojo, encabezada por Mariano Zavala de la Cruz, Francisco Verdugo Landi y el fotógrafo Campúa.
Prensa Gráfica fue una empresa creada por Mariano Zavala, Francisco Verdugo Landi, los fotógrafos José Demaría López (Campúa) e Isidro Cámara y el dramaturgo Enrique Contreras y Camargo. Zavala asumió el cargo de director-gerente, bajo el control del trust de La Papelera Española, de Nicolás María de Urgoiti, y compitiendo con las publicaciones de Prensa Española, de Torcuato Luca de Tena. Con un diseño en el que la fotografía ocupaba el noventa por ciento, fue concebida como la más popular y económica del grupo editorial (20 céntimos inicialmente, posteriormente 30) y llegaría a ser una de las de mayor circulación en España (80-130 000 ejemplares).
Desde el principio se confió su dirección artística a Campúa, fotógrafo oficial de la Casa Real y enviado especial en la campaña del Rif de 1909 junto al también fotógrafo Alfonso Sánchez García. Las páginas en huecograbado y los fotograbados estuvieron bajo la dirección de Isidoro Cámara. Otro conflicto bélico al que dedicaría atención fue la Primera Guerra Mundial (1914-1917), con Manuel Barroso como corresponsal en Londres, enviados especiales y apoyo de las agencias Hugelmann, Central News y Chusseay Flaviens.
Durante la dictadura de Primo de Rivera no escapó a la censura. También continuó publicándose en los dos primeros años de la guerra civil, dirigida por Luis Linares, y con Campúa destacado en diferentes frentes de batalla tomando fotografías de la contienda. Las restricciones de papel recortaron su estructura a tan solo ocho páginas.

## Localización

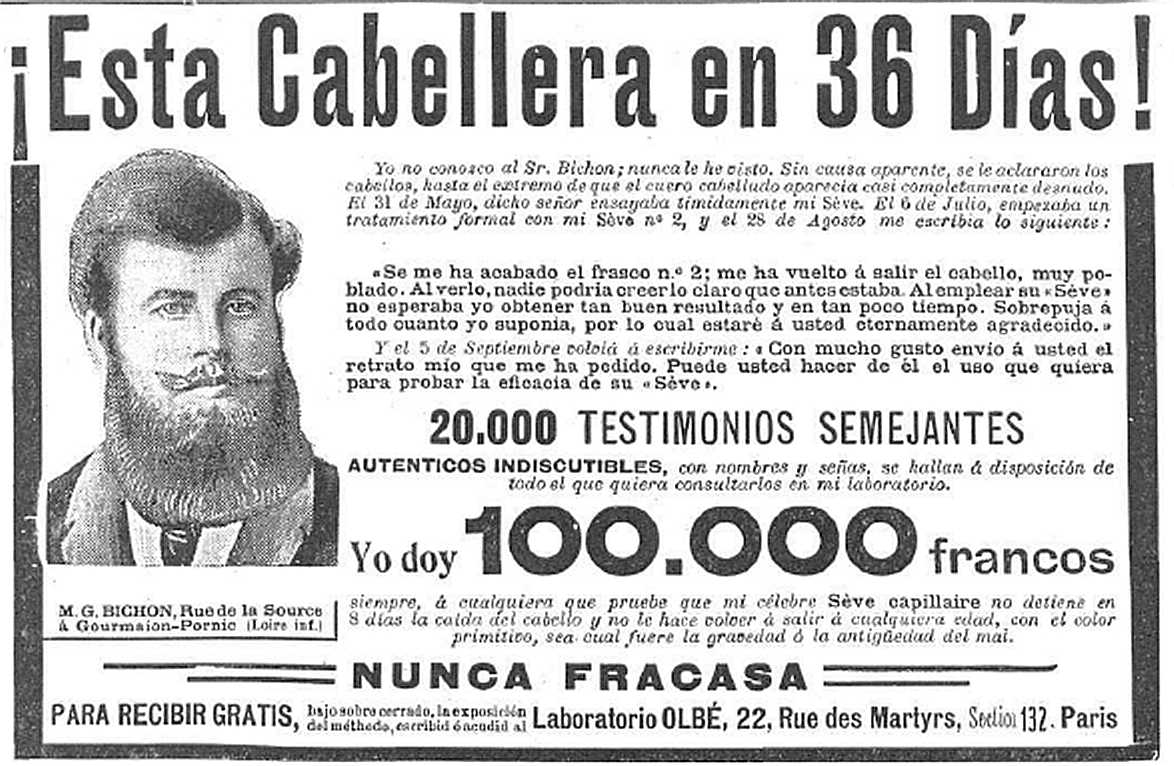
Publicidad en la revista

Tenía sus talleres en el número 7 de la calle San Roque, y las suscripciones y anuncios se solicitaban en la Librería San Martín de la Puerta del Sol, situada casi esquina a la calle de Carretas, donde se conserva una placa que recuerda el asesinato de José Canalejas cuando estaba mirando el escaparate.
Su dirección telegráfica era GRAFIMUN, su teléfono el 1067 y la redacción y administración estaban en la madrileña calle Montera, 39. Más tarde reunió redacción, administración y los talleres de fotograbado en la calle de Hermosilla, 57 (antes número 59).

## Estructura

### Periodicidad y contenido
Revista semanal que aparecía los miércoles, solía constar por lo general de 36 a 48 páginas y portada fotográfica en color, protagonizada por actrices, actores, toreros y famosos de la época. En su interior presentaba, además de abundante material fotográfico, caricaturas y viñetas humorísticas, una variada colección de artículos de costumbres, viajes, arte, moda, deportes, divulgación, política nacional e internacional, críticas de espectáculos, teatro y taurinas, noticias de actualidad y de sucesos. En el capítulo más literario ofrecía narraciones breves, textos en verso y charadas. Todo envuelto en anuncios publicitarios y una sección de anuncios por palabras ('telegráficos').

### Algunos detalles de la edición
El papel de las portadas de la revista estaba fabricado con pasta de esparto y producido por La Papelera Española. En los ejemplares se anunciaba "SE VENDEN los clichés usados en esta revista. Dirigirse a la Administración de MUNDO GRÁFICO, Hermosilla, 57." Para la publicidad francesa e inglesa en el periódico se contrataba en la Agencia Havas n.º 8 - Place de la Bourse - París; 113 Cheapside - London E. C. y Puerta del Sol, 6 - Madrid.
Los precios de suscripción en 1912 eran los siguientes:
- Madrid y Provincias: Año, 10 pesetas. Semestre, 6 pesetas.
- Extranjero: Año, 15 francos. Semestre, 8 francos.

## Colaboradores
De entre sus muchos colaboradores pueden mencionarse, casi al azar, a Salvador Rueda, Juan Pérez Zúñiga, José Francés, Arturo Reyes, Emilio Carrere Moreno y Eduardo Gómez de Baquero, o conocidos seudónimos como "El Caballero Audaz" (José María Carretero Novillo, fotógrafo que después fue novelista y crítico taurino) o el galdosiano "Alejandro Miquis", firma del crítico teatral Anselmo González Fernández, además de otros humoristas, ilustradores y fotógrafos.
Fotógrafos corresponsales en las provincias españolas fueron Federico Ballell, en Barcelona; los Pérez Romero, en Sevilla, o Francisco Gómez Durán, en Valencia. A ellos se pueden añadir los nombres de Luis Ramón Marín («Marín»), Alejandro Merletti, Miguel Cortés, Videa, José María Díaz Casariego, Fernando López Beaubé, Antonio Prats, Pascual Rey, Diego Calvache, Serrano Quiles, Salazar, y el ilustrador Manuel Bayo Marín.
De su lista de firmas habituales pueden destacarse, además de los ya citados, los nombres de Salvador Canals, José Alsina, Rogelio Pérez Olivares, Federico Gil Asensio, Pedro Pérez Fernández, Baldomero Argente, Leopoldo López de Saá, Francisco Flores García, Antonio Heras, Salomé Núñez Topete, Josefina Carabias, Teresa de Escoriaza, Ramón López Montenegro, Jaume Palmerola i Trulls, José Montero Alonso, Aurelio Matilla, Pedro Prat Gaballí, Francisco Anaya Ruiz, Adelardo F. Arias o el dibujante Ricardo García López (K-Hito), entre otros muchos.